# دیگو پرتی
دیگو پرتی (اسپانیایی: Diego Peretti‎؛ زادهٔ ۱۰ فوریهٔ ۱۹۶۲) بازیگر و روان‌پزشک اهل آرژانتین است.
از فیلم‌ها یا برنامه‌های تلویزیونی که وی در آن نقش داشته‌است، می‌توان به قعر دریا، سیگنال و دکتر آلمانی اشاره کرد.